# The Only Ones (band)
The Only Ones was een Britse rockband, die in 1976 werd opgericht in Londen en waarvan de oorspronkelijke bandleden Peter Perrett, Alan Mair, John Perry en Mike Kellie waren, die in 1982 voor het eerst werden ontbonden. Ze werden geassocieerd met punk, powerpop en hardrock, met merkbare invloeden van psychedelia. The Only Ones werden in 2007 opnieuw geformeerd, nadat hun grootste hit Another Girl, Another Planet een heropleving van algemeen belang kende. De band voltooide een Britse comeback-tournee in juni 2007 en bleef toeren in 2008 en 2009. Nieuw materiaal werd opgenomen in 2009 en live gespeeld, maar werd nooit uitgebracht.

## Bezetting
- Peter Perrett[2]
- John Perry[3]
- Mike Kellie[4]
- Alan Mair[5]

## Geschiedenis
The Only Ones werden oorspronkelijk opgericht in augustus 1976 in Zuid-Londen door Peter Perrett. Perrett nam sinds 1972 demo's op en eind 1975 zocht hij een bassist. Hij werd voorgesteld aan John Perry als mogelijke kandidaat, maar Perry wilde zich in plaats daarvan concentreren op het spelen van gitaar. In augustus 1976 hadden Perry en Perrett drummer Mike Kellie (ex-Spooky Tooth) en basgitarist Alan Mair gevonden, die eerder enorm succes hadden met de Schotse band The Beatstalkers. Hun eerste single Lovers of Today, in eigen beheer uitgebracht bij het Vengeance-platenlabel, werd onmiddellijk tot plaat van de week gemaakt door drie van de vier belangrijkste muziekbladen. Een jaar later tekenden ze bij CBS Records. Hun volgende single Another Girl, Another Planet werd een populair en invloedrijk nummer en blijft het bekendste nummer van de band. Het is vaak te horen op verschillende muziekboxsets met een punkrock- of new wave-thema. Na opname op het compilatiealbum The Sound of the Suburbs uit 1991, werd het opnieuw uitgebracht als single en bereikte het #57 in de Britse singleshitlijst.
De band bracht in 1978 hun debuut studioalbum The Only Ones uit, dat goed werd ontvangen door zowel recensenten als fans. Het volgende album Even Serpents Shine werd het volgende jaar uitgebracht. Een jaar later brachten ze hun laatste studioalbum Baby's Got a Gun uit. In de zomer van 1980 steunden ze The Who tijdens hun tournee door de Verenigde Staten en in 1982 werd de band officieel ontbonden. In de daaropvolgende jaren behielden The Only Ones een aanhang en hun postuum uitgebrachte platen - live optredens, BBC televisie- en radioshows en compilatiealbums - overtreffen nu hun studioalbums. Ongebruikelijk zijn de schijven van The Only Ones nooit uit de CBS-catalogus verwijderd en blijven ze in druk.

## Reünies
In een interview gepubliceerd in het 10 november 2006-nummer van de tabloidkrant The Daily Record, merkte Alan Mair op dat hij van plan was om The Only Ones opnieuw te formeren, nadat Another Girl, Another Planet werd gebruikt in een Vodafone-advertentiecampagne in 2006 en opgepikt als het introductiethema voor de radioshow van de Ierse DJ Dave Fanning. Op 21 februari 2007 bevestigde Perry via zijn MySpace-pagina dat de band opnieuw werd geformeerd voor een vijfdaagse Britse tournee in juni. Naast deze data speelden ze op een aantal festivals en debuteerden ze op 27 april op het All Tomorrow's Parties festival in Minehead, Engeland. In de zomer speelden ze ook op het tweedelige Wireless Festival in Hyde Park (Londen), Harewood House (bij Leeds), en het Connect Music Festival in Inveraray Castle in Schotland op 1 september.
Het nieuws over de tournee zorgde voor veel aandacht in verschillende Britse nationale kranten en de data werden positief onthaald. Tijdens deze optredens speelde de band het nieuwe nummer Dreamed She Could Fly. De pers meldde ook dat drie leden van de band na de tournee graag een nieuw studioalbum wilden opnemen, maar dat Perrett aarzelde. In april 2008 was de band te horen bij Later with Jools Holland met hun nummer Another Girl, Another Planet en het nieuwe nummer Black Operations. De band speelde ook andere nieuwe nummers, waaronder Is This How Much You Care en Magic Tablet live op een Canal+ tv-special in Parijs en een akoestische/unplugged sessie voor Radio 6 Queens of Noize. In maart 2008 werd een live-dvd van de Shepherds Bush Empire-show uitgebracht. Andere geruchten bevatten dvd's van een show tijdens de laatste Amerikaanse tournee van de band en een heruitgave van Faster Than Lightning, die in 1991 op VHS en op dvd werd uitgebracht in 2012.
Alle drie CBS studioalbums, geremasterd door Alan Mair, werden in februari 2009 opnieuw uitgebracht met bonusnummers. Another Girl, Another Planet werd gebruikt in de film D.E.B.S. (2004), evenals in de hitfilm Paul uit 2010. Sony BMG kondigde een publicatiedatum aan in januari 2012 voor een Only Ones-box in de serie Original Album Classics. De set bestond uit de drie geremasterde studioalbums, plus verschillende B-kanten en outtakes. The Only Ones stond bovenaan op het Rebellion Festival in 2012 in Blackpool op 4 augustus van dat jaar. Eind 2014 speelden The Only Ones (minus Mike Kellie) een aantal optredens in Tokio, samen met The Flamin' Groovies. In augustus 2014 begon Perrett solo-shows te spelen (Felipop festival, Spanje) met de band Strangefruit van zijn zoon, gevolgd door meer data in 2015 (Hebden Bridge, Bristol, Londen, enz.) met dezelfde formatie. De band stopte met optreden na de dood van drummer Mike Kellie, maar Perrett, Mair en Perry herenigden zich om een optreden van drie nummers te spelen in de zomer van 2019.

## Invloeden
De muzikale vaardigheid van de bandleden onderscheidde hen van de meeste van hun leeftijdsgenoten. Hun dominante drugsgerelateerde lyrische thema's op nummers als Another Girl, Another Planet en The Big Sleep passen ook in de tijdgeest van het tijdperk aan beide zijden van de Atlantische Oceaan. Perrett en Kellie trokken de aandacht van Johnny Thunders, stichtend lid van de New York Dolls en The Heartbreakers en werkten als sidemen mee aan Thunders' solo debuutalbum So Alone, met name samen optredend op de klassieke You Can't Put Your Arms Around a Memory. Echter, drugsverslaving, met name heroïnegebruik, deed hun carrière ontsporen en zanger/gitarist/songwriter Perrett werd slechts sporadisch vernomen sinds de band in 1982 uit elkaar ging. Halverwege de jaren 1990 dook hij kort weer op met het album Woke Up Sticky en bracht hij zijn debuut soloalbum How The West Was Won uit in 2017.
Leadgitarist Perry ging verder als sessiegitarist voor artiesten als The Sisters of Mercy, Evan Dando en Marianne Faithfull. Meer recentelijk schreef hij verschillende goed ontvangen muziekbiografieën op de baanbrekende hitcompilatie Meaty Beaty Big and Bouncy van The Who, het dubbelalbum Exile on Main Street van The Rolling Stones en in 2004 Electric Ladyland van Jimi Hendrix. In 2005-2006 speelde en nam hij op met singer-songwriter Freddie Stevenson. The Only Ones zijn van invloed geweest op het indierock en alternatieve rockcircuit sinds hun eerste succes, op bands als The Replacements, Blur, Nirvana en meer recentelijk The Libertines. Verschillende bands hebben hun nummer Another Girl, Another Planet gecoverd, waaronder The Libertines (op London Forum met Perrett als gast), The Replacements en Blink 182. Hun nummer The Whole of the Law werd gecoverd door Yo La Tengo op hun album Painful.

## Discografie
Zie Discografie van The Only Ones